# Assec
L'assec est l’état d'une rivière ou d’un étang qui se retrouve sans eau. L'assec peut être soit une situation naturelle due au fonctionnement cyclique normal du système hydrographique, soit être le résultat d'une action des activités humaines sur le milieu. Pour les cours d'eau, le terme est synonyme de lit asséché (figurant au lexique d'hydrologie).
D'après le Littré, l'assec succédait à l'évolage (de l'ancien adjectif « eveux  » ou « evol  », venant de eve signifiant aqueux), période pendant laquelle les étangs de la Dombes étaient pleins d'eau et se peuplaient de poisson.

## Assecs naturels
Ils surviennent dans les climats secs soumis à des pluies peu fréquentes ou ayant une répartition saisonnière marquée. Les assecs naturels se retrouvent par exemple au niveau des mares temporaires, des chotts ou sebkhas, ainsi que certains cours d'eau méditerranéens.

## Assecs artificiels

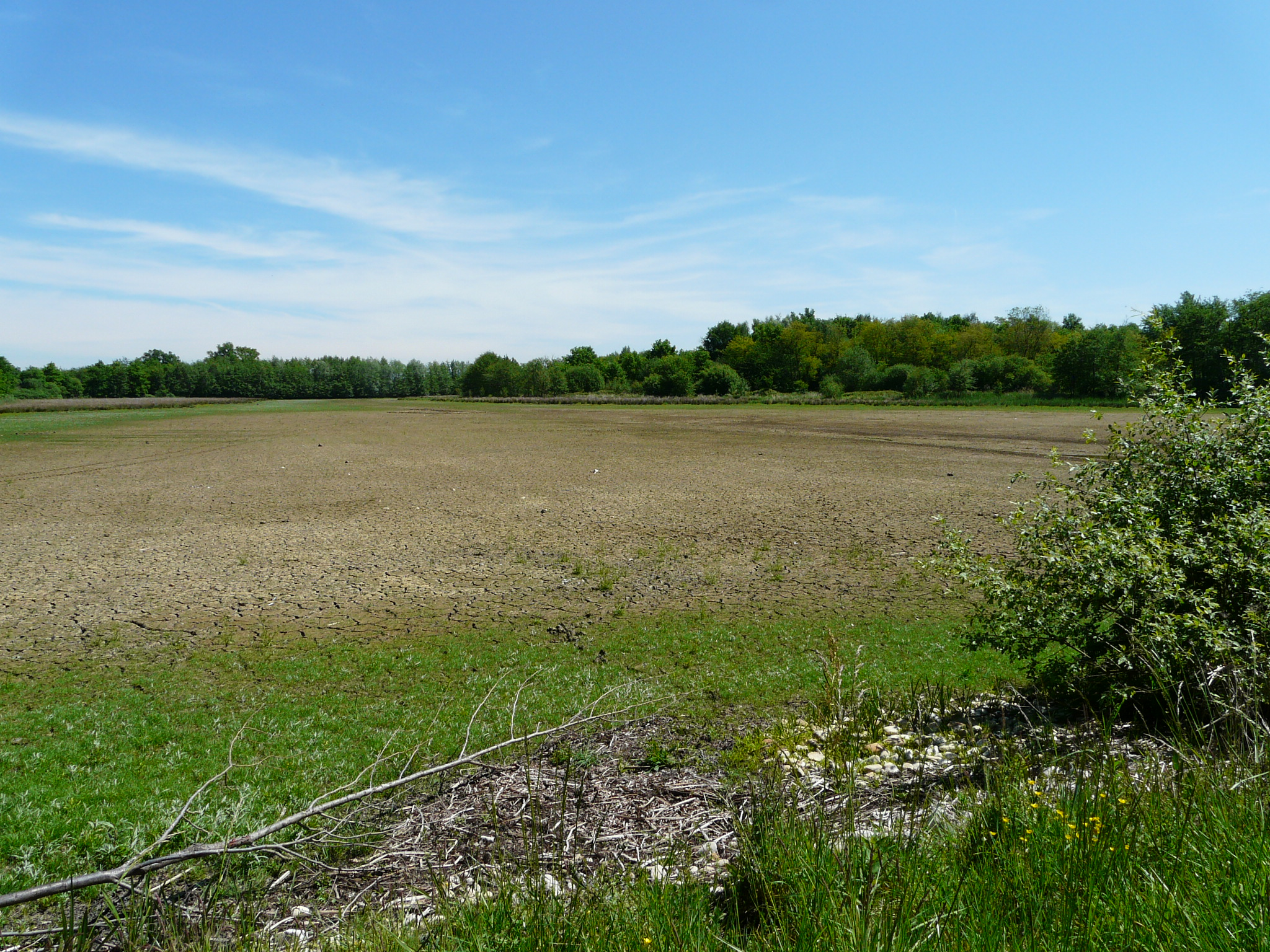
L'Etang Neuf (marais des Dombes) en assec (mai 2014).

L’assec est une technique de gestion des étangs et lacs de barrage provoquée plus ou moins régulièrement en vidant les eaux. Il permet de réaliser des opérations de maintenance diverses, par exemple l'évacuation, l'aération des vases ou l'entretien des parties immergées d'un barrage.
L'assec artificiel peut également être la résultante d'une pression de prélèvement d'eau trop importante par rapport à la capacité du milieu. Les dommages causés aux écosystèmes peuvent alors être considérables. Tout le travail de connaissance des rivières et de gestion de l’eau, réalisé par les missions interservices de l'eau (MISE) sous l’autorité des préfets, vise à ce que les assecs ne se produisent pas et que les rivières gardent toujours le débit nécessaire à la survie des écosystèmes.